# Pest vármegyei 12. sz. országgyűlési egyéni választókerület
A Pest vármegyei 12. sz. országgyűlési egyéni választókerület egyike annak a 106 választókerületnek, amelyre a 2011. évi CCIII. törvény Magyarország területét felosztja, és amelyben a választópolgárok egy-egy országgyűlési képviselőt választhatnak. A választókerület nevének szabványos rövidítése: Pest 12. OEVK. Székhelye: Cegléd

## Területe
A választókerület az alábbi településeket foglalja magába:
1. Abony
2. Cegléd
3. Csemő
4. Jászkarajenő
5. Kocsér
6. Kőröstetétlen
7. Nagykőrös
8. Nyársapát
9. Törtel
10. Újszilvás

## Országgyűlési képviselője
| Név          | Párt                                         | Párt        | Terminus | Megjegyzés                                   |
| ------------ | -------------------------------------------- | ----------- | -------- | -------------------------------------------- |
| Földi László |                                              | Fidesz-KDNP | 2014 –   | A 2014-es országgyűlési választás eredménye: |
| Földi László | A 2018-as országgyűlési választás eredménye: | Fidesz-KDNP | 2014 –   |                                              |
| Földi László | A 2022-es országgyűlési választás eredménye: | Fidesz-KDNP | 2014 –   |                                              |

## Demográfiai profilja
| Iskolai végzettség                | Iskolai végzettség               | Iskolai végzettség | Iskolai végzettség | Iskolai végzettség |
| --------------------------------- | -------------------------------- | ------------------ | ------------------ | ------------------ |
|                                   |                                  |                    |                    | fő                 |
| Általános iskolát nem végezte el  | Általános iskolát nem végezte el |                    | 1968               | 1968               |
| Általános iskola                  | Általános iskola                 |                    | 17373              | 17373              |
| Szakmunkás                        | Szakmunkás                       |                    | 20372              | 20372              |
| Érettségi                         | Érettségi                        |                    | 23699              | 23699              |
| Diploma                           | Diploma                          |                    | 10967              | 10967              |
| A 2022. évi népszámlálás szerint. |                                  |                    |                    |                    |

A Pest vármegyei 12. sz. választókerület lakónépessége 2022. október 1-jén 92 634 fő volt. A 2011-es és a 2022-es népszámlálás között 1497 fővel csökkent a választókerület lakosság száma. A választókerületben a korösszetétel alapján a legtöbben a középkorúak élnek 31 698 fővel, míg a legkevesebben az időskorúak 18 121 fővel. A választókerület lakosságának a 81,7%-nál van internet elérési lehetőség.
A legmagasabb befejezett iskolai végzettség szerint az érettségi végzettséggel rendelkezők élnek a legtöbben 23 699 fő, utánuk a következő nagy csoport a szakmunkások 20 372 fővel.
Gazdasági aktivitás szerint a lakosság közel fele foglalkoztatott 43 623 fő, második legjelentősebb csoport az inaktív keresők, akik főleg nyugdíjasok 21 884 fővel.
A választókerület legjelentősebb nemzetiségi csoportja a németek 833 fő, illetve a cigányok 293 fő. Magyar állampolgársággal nem rendelkező külföldi állampolgárok aránya 0,8%.
Vallási összetétel szerint a választókerületben lakók legnagyobb vallása a római katolikus (18 391 fő), valamint jelentős közösség még a reformátusok (10 424 fő). A vallási közösséghez nem tartozók száma szintén jelentős (11 330 fő), a választókerületben a második legnagyobb csoport a római katolikus vallás után.

## Országgyűlési választások

### 2014
A 2014-es országgyűlési választáson az alábbi jelöltek indultak:

### 2018
A 2018-as országgyűlési választáson az alábbi jelöltek indultak:
- Földi Áron - (Lehet Más a Politika)
- Földi László - (Fidesz-KDNP)
- Volner János - (Jobbik Magyarországért Mozgalom)[7]
- Wajand Krisztina Katalin - (Kell az Összefogás Párt)